# Slovakiets geografi
Slovakiet er et land i Centraleuropa med bjergrige regioner i nord og fladt lavlandsterræn i syd. Landet grænser mod Polen i nord, Ukraine i øst, Ungarn i syd og Østrig og Tjekkiet i vest, og den totale længde af landegrænsen er på 1.524 km. Det dækker et område på omkring 50 km² fra bjerget Beskydok i nord til landsbyen Patince i syd, fra bjerget Kremenec i øst til Moravafloden i vest. Omkring en tredjedel af dette er dyrket mark, mens skov dækker over 40 procent af arealet.

## Topografi
Det slovakiske landskab defineres af to geografiske regioner, Karpaterne og den Pannoniske Slette. Omkring to tredjedele af landet er i Karpaterne, nærmere bestemt Vestkarpaterne. Området begynder ved De Små Karpater i vest og fortsætter med bjergkæden Fatra-Tatra. 
En tredjedel af landet strækker sig ind på den Pannoniske Slette, som er delt i tre dele i Slovakiet. Lavlandet omkring Morava er en del af Wienerbækkenet, lavlandet omkring Donau i syd er en del af den Lille Ungarske Slette, lavlandet i øst en del af den Ungarske Slette.

### Floder og indsøer
Det meste af landet ligger i afvandingsarealet til Donau. Kun områderne omkring Poprad og Dunajec i nord dræneres via Wisła til Østersøen. Grænsen mellem afvandingsarealerne til Donau og Wisła er en del af det europæiske vandskel.
Donau er også den største flod i landet med en middelvandføring på 2.025 m³ i sekundet nær Bratislava. Den udgør en del af landets grænse mod Ungarn. Donaus vigtigste sidefloder i Slovakiet er Váh, Slovakiets længste flod, Hron og Ipeľ. En anden vigtig flod er Tisza, som udgør 5 km af grænsen mod Ungarn i sydvest. 
Den største naturlige indsø er Veľké Hincovo pleso i Tatrabjergene med et areal på 0,2 km². Der er også flere menneskeskabte søer, den største af disse er Oravareservoaret på 35 km².

## Klima
Klimaet i Slovakiet er delt to i af den samme bjergrække, som deler landet. Lavlandet med Donaudalen i sydvest er det varmeste område af landet. Her kan fugtig luft strømme nordover fra Middelhavet, så at flere dage i juli og august kan have høj luftfugtighed. Resten af Slovakiet har næsten lige så varme forhold om dagen, men nætterne er som regel køligere, særligt i højereliggende områder. Sommeren er den vådeste periode på året, men i det store og hele er Slovakiet et tørt land af at være i Europa. Tordenbygerne bliver færre i september og oktober. Sent på efteråret kan nedbøren øge igen og give gråt og trist vejr, før vinteren kommer. Bratislava har en normal årsnedbør på 649 mm, hvilket er repræsentativt for store dele af landet. 
Kolde luftmasser kan ofte lægge sig i dalene mellem bjergene i Karpaterne, og byer som Prešov og Košice kan få tåge i flere dage i træk. I Bratislava har derimod mere standardvinterforhold med et par meget kolde dage, men også nogle milde indimellem. Højere terræn som i Tatrabjergene er generelt koldere end Donaudalen og kan få en god del sne. De højeste toppe kan få sne allerede fra september. I det store og hele er der derimod oftere mindre skyet i bjergområderne end i lavlandet i øst.